# Androcymbium crenulatum
Androcymbium crenulatum är en tidlöseväxtart som beskrevs av U.Müll.-doblies, E.G.H.Oliv. och D.Müll.-doblies. Androcymbium crenulatum ingår i släktet Androcymbium och familjen tidlöseväxter. Inga underarter finns listade i Catalogue of Life.